# 광해군묘
광해군묘(光海君墓)는 대한민국 경기도 남양주시 진건읍 사능리에 위치한 광해군과 문성군부인 유씨의 묘이다. 사적 제363호로 지정되어 있으며, 인조 21년 1643년에 조성되었다.

## 개요
조선 15대 광해군(재위 1608∼1623)과 문성군부인 유씨의 무덤이다. 봉분이 두개인 쌍분이며, 무덤 주변에는 석물들이 있다.
광해군은 선조의 후궁 공빈 김씨의 아들로 형인 임해군 대신 1608년 왕위에 올랐다. 즉위 후 형인 임해군과 동생인 영창대군을 죽이고, 인목대비를 경희궁에 가두는 행동을 하였다. 광해군을 몰아내고 인조가 왕이 되는 인조반정이 일어나자, 광해군은 강화와 제주도에 유배되었고, 인조 19년(1641)에 사망했다. 처음엔 제주도에 묻혔다가 인조 21년(1643) 이곳으로 옮겨졌다.
광해군은 재위 15년 동안 임진왜란 이후 나라를 안정시키기 위해 서적 편찬과 대동법 실시, 국방력 강화 등에 힘을 기울이기도 했다.
부인유씨는 광해군이 왕위에 오르자 왕비가 되었고, 인조반정으로 폐위되어 강화로 함께 유배를 갔다가 1623년 사망했다. 양주에 무덤을 모시고, 광해군이 죽은 후 같은 곳으로 옮겨졌다.
조선임금이 안장된 묘소이지만 연산군묘와 함께 반정으로 축출된 임금의 무덤이라 다른 조선왕릉과는 다르게 유네스코 세계문화유산에는 포함되지 않았다.

## 현황
서울 도봉구에 있는 연산군묘와 같이 입장료를 받지 않으며 광해군 제향식이 있는 날에만 한시 개방하고 있다. 평상시에는 출입이 불가하며 방문시 궁능유적본부나 문화재청 조선왕릉 동부지구관리소에 사전문의하여야 한다.
※. 광해군묘 방문 제한기간 : 문화재청장령에 의거하여 결정 (문화재청 고시)
- 문화재청의 사전 허가없이 제한구역을 출입시 문화재보호법에 의거 벌금 부과 및 2년 이하의 징역형에 처함. (문화재보호법 제101조 8호)
- 광해군 제향식 기간 중에는 당일 한정으로 방문 가능. (제향식 일정은 광해주숭모회에 문의)

## 같이 보기
- 조선왕릉
- 인조반정

## 참고 자료
- 문화재청 조선왕릉 -남양주 사릉 - 광해군묘 이야기